# Chen Danqing
Chen Danqing (陳丹青T, 陈丹青S, Chén DānqīngP; Shanghai, 11 agosto 1953) è un pittore, scrittore e critico d'arte cinese.
È cittadino sia della Repubblica popolare Cinese che riconosciuto anche da Taiwan, dove suo nonno si era rifugiato al seguito del Kuomintang. 
Si diploma presso l'Accademia centrale cinese di belle arti di Pechino. Nel 1982 si trasferisce negli Stati Uniti d'America, dove ottiene la cittadinanza.
Il suo lavoro artistico è legato soprattutto al ritrattismo, da principio realizzato secondo il tipico stile della propaganda di regime cinese; i suoi soggetti però si sono gradualmente focalizzati sulla sensibilizzazione del problema delle minoranze etniche in Cina, soprattutto del popolo tibetano, modificando nel contempo lo stile della sua opera verso contenuti più realistici, provocando lo sconcerto dell'arte ufficiale cinese, ma contemporaneamente decretandone anche il suo successo presso il pubblico internazionale..
Nel 2000 ritorna in Cina per insegnare presso l'"Accademia di belle arti Tsinghua", da cui si dimette nel 2004.
Le sue opere più famose sono la serie dei "Dipinti tibetani" e alcune installazioni di notevoli dimensioni (15 metri di lunghezza per 2 di altezza), realizzate nel 1995, denominate "Still life".. 
Ha ricoperto l'incarico di supervisore artistico per le cerimonie ufficiali delle Olimpiadi di Pechino del 2008  ideando e realizzando anche il design e il senso concettuale delle "parole chiave" e degli ideogrammi esibiti durante le manifestazioni.